# Feicheng (ort i Kina, lat 35,26, long 117,97)
Feicheng är en ort i Kina. Den ligger i provinsen Shandong, i den östra delen av landet, omkring 180 kilometer sydost om provinshuvudstaden Jinan. Antalet invånare är 80 929.
Runt Feicheng är det tätbefolkat, med 511 invånare per kvadratkilometer. Det finns inga andra samhällen i närheten. Trakten runt Feicheng består till största delen av jordbruksmark.
Genomsnittlig årsnederbörd är 1 105 millimeter. Den regnigaste månaden är juli, med i genomsnitt 330 mm nederbörd, och den torraste är januari, med 6 mm nederbörd.